# یواس‌اس فرانتیر (ای‌دی-۲۵)
یواس‌اس فرانتیر (ای‌دی-۲۵) (به انگلیسی: USS Frontier (AD-25)) یک کشتی بود که طول آن ۴۹۲ فوت (۱۵۰ متر) بود. این کشتی در سال ۱۹۴۵ ساخته شد.